# Taschenberg (Dresden)

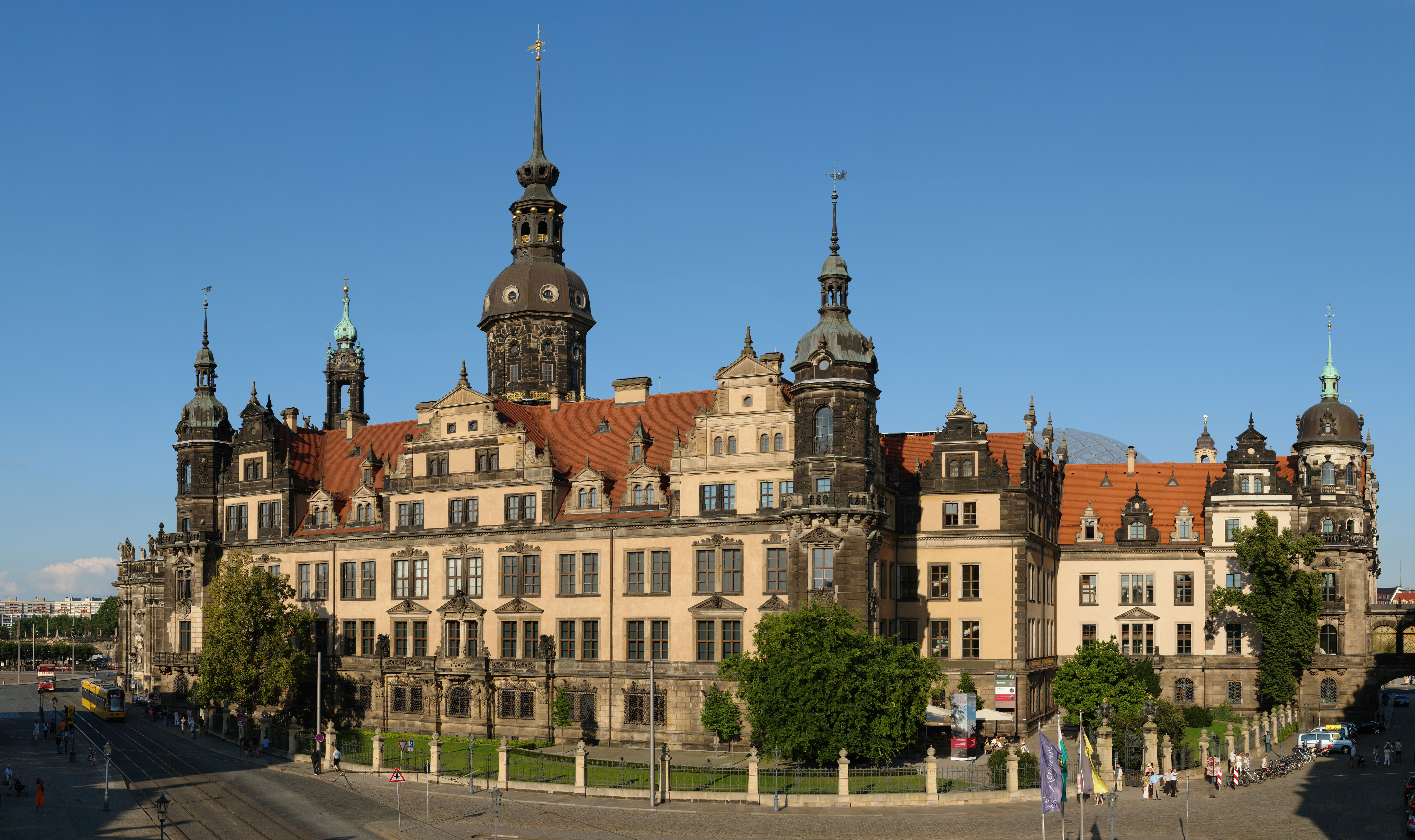
Das Dresdner Residenzschloss ist ein Nachfolger der Burganlagen auf dem Taschenberg

Der Taschenberg ist eine ehemalige Erhebung, „eine spornartige Niederungsterrasse“ (Oelsner), in der Inneren Altstadt der sächsischen Landeshauptstadt Dresden, im Frühmittelalter historisch begrenzt durch die damalige Kaitzbachmündung in die Elbe im Osten (damalige Elbgasse, etwa Schloßstraße/Georgentor), den Taschenbergtümpel im Süden, das Weißeritzdelta im Westen sowie das Elbeschwemmland im Norden mit einer Höhe von ca. 111 Meter über Normalnull. Der Berg selbst ist durch vielfache städtebauliche Maßnahmen, die vor allem seit dem 17. Jahrhundert erfolgten, so gut wie nicht mehr als Erhebung zu erkennen.
Eine Straße in der Inneren Altstadt, die den südlich von dieser Erhebung gelegenen Taschenbergtümpel, der eine Grenze zu einer weiteren, südöstlich gelegenen Anhöhe bildete und der im 13. Jahrhundert trockengelegt wurde, direkt nachzeichnet, trägt den Namen Taschenberg.

## Lage
Der Taschenberg liegt direkt unterhalb des Dresdner Schlosses. Nach der Trockenlegung des sogenannten „Taschenbergtümpels“ etwa im Verlauf der heutigen Straße Taschenberg im 13. Jahrhundert und die ab dem 17. Jahrhundert beginnenden Neubauten auf dem Gelände des heutigen Taschenbergpalais erstreckte sich, beginnend ab dem 14. Jahrhundert, aber nunmehr endgültig der Name auch dorthin.

## Namensherkunft

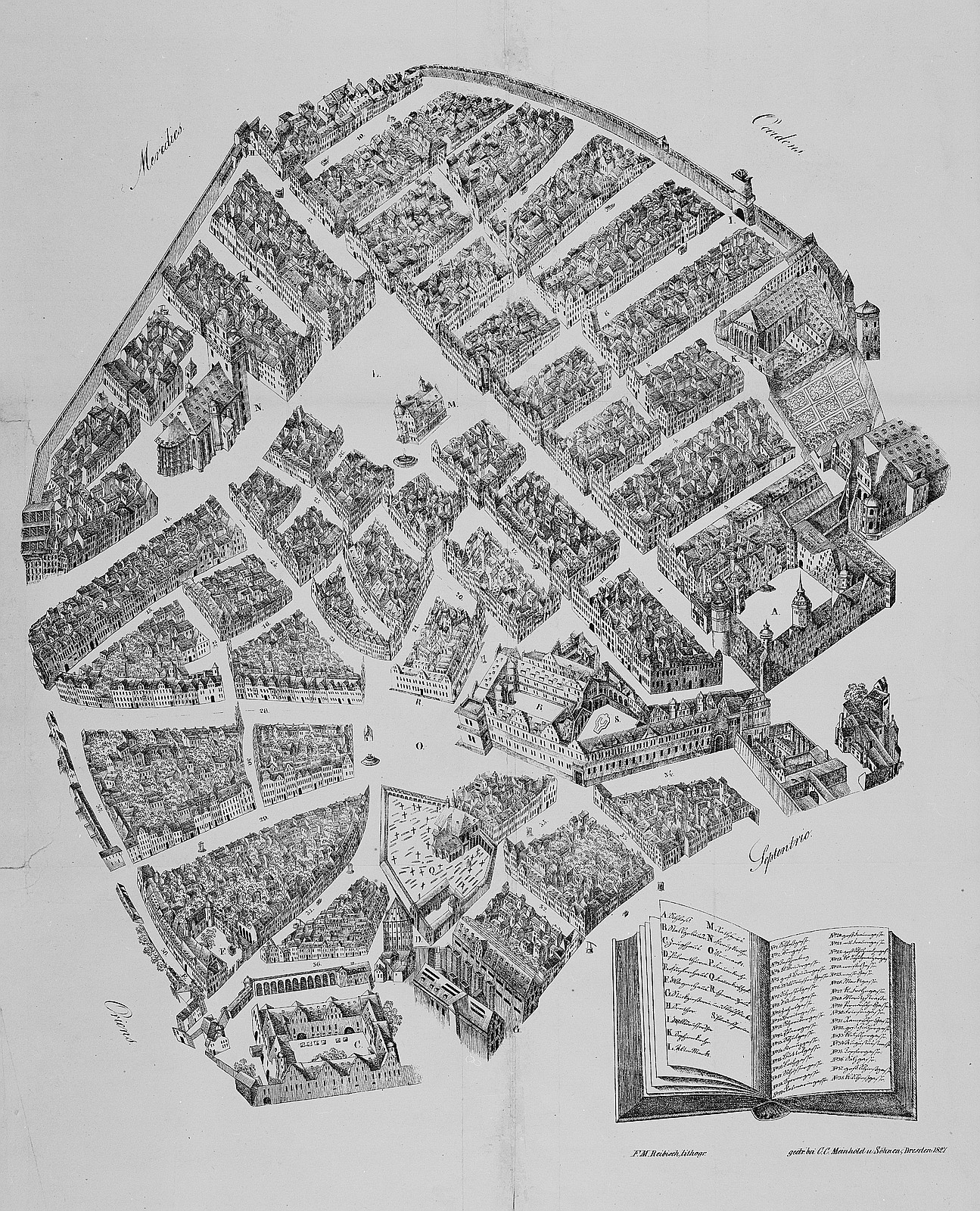
Dresden 1634, unten rechts der Bereich des Taschenbergs

Woher die Bezeichnung Taschenberg stammt, ist nicht abschließend historisch aufgeklärt. Eine Theorie, die seit spätestens dem 17. Jahrhundert überliefert ist, bezieht den Namen auf eine „Bodenerhebung mit einseitigem Abfall“, welche im Volksmund als „Tasche“ bezeichnet wurde. Eine andere Erklärung besagt, dass der ursprüngliche Berg so klein gewesen sei, dass man ihn sich buchstäblich „in die Tasche stecken“ konnte.

## Geschichte
Für den Beginn des 11. Jahrhunderts sind Hochwasserereignisse der Elbe verzeichnet, welche die Bewohner der ersten Siedlungen im heutigen Dresdner Stadtgebiet dazu brachten, nicht nur wie bisher rechtselbisch zu bauen, sondern ihr Siedlungsgebiet auch auf die linke Elbseite zu erweitern. Auf dieser Elbseite war durch kleinere Hügel, wie den Taschenberg, ein besserer Schutz vor den immer wiederkehrenden Hochwassern gegeben. Während Marktsiedlungen im Bereich der Töpfer- und der Frauengasse entstanden, wurde der Taschenberg ab etwa 1140 durch burgähnliche Gebäude, ab ca. 1170/1180 auch durch eine Burg besetzt, aus der über verschiedene Zwischenstufen das heutige Dresdner Schloss entstand.
Im 13. Jahrhundert ist ein markgräfliches Schloss auf dem Taschenberg überliefert. Als Heinrich der Erlauchte, Markgraf von Meißen, 1268 die Stiftungsurkunde für das Seußlitzer Kloster ausstellte, tat er dies im „Schlosse auf dem Taschenberge“. Das südlich dieses Schlossbaus befindliche und ebenfalls Ende des 12. Jahrhunderts entstandene Franziskanerkloster Dresden und dessen Klostergarten befanden sich nicht auf dem Gelände des Taschenberges, wurden jedoch später diesem zugerechnet, wie generell der Name Taschenberg sich ab dem Ende des 14. Jahrhunderts wesentlich weiter südlich erstreckte, als diese ursprüngliche Erhebung.
Zu Beginn des 15. Jahrhunderts wird das Geschlecht der Grafen von Dohna von Markgraf Friedrich dem Streitbaren mit einem Grundstück auf dem Taschenberg belehnt, 1459 wird durch Kurfürst Friedrich II. „ein freier Hof, genannt der Taschenberg“ auf Hans von Arras (1446–1456 und 1462–1465 Vogt von Dresden) überschrieben.
In den 1660er Jahren wurde das erste Dresdner Opernhaus direkt am Taschenberg erbaut, das den Namen Klengelsches Opernhaus bzw. Opernhaus am Taschenberg erhielt.
Etwa ab 1705 ließ August der Starke auf dem Taschenberg (wobei damit das südlich gelegene Gelände, also nicht der frühmittelalterliche Taschenberg in seinem engeren Sinn, gemeint ist) ein Palais für seine Mätresse Constantia von Cosel errichten, das den Namen Coselpalais bzw. Coselsches Palais erhielt. Die ersten Architekten waren Johann Friedrich Karcher und Matthäus Daniel Pöppelmann. Durch den umfassenden Ausbau der Stadt, etwa durch die Erweiterung des Schlosses und den Bau des Zwingers, wurde großflächig Land aufgeschüttet, und der Taschenberg verlor seine Bedeutung als Erhebung. Das Palais wurde mehrfach aus- und umgebaut und durch die Luftangriffe auf Dresden 1945 bis auf wenige Umfassungsmauern zerstört. Erst nach 1990 begann der Wiederaufbau. Seit 1995 beherbergt es das Hotel Taschenbergpalais Kempinski.